# Мексиканское противостояние
Мексиканское противостояние — конфликт, в котором для всех участников одновременно невозможно как победить, так и легко выйти из конфронтации.
Часто так описывают вооруженное противостояние трех или более сторон. В этом случае тактическое отличие от дуэли, где первый стреляющий имеет преимущество, заключается в необходимости выдержки по принципу «кто первый моргнёт», так как если первый участник выстрелит во второго, то третий успеет выстрелить в первого и таким образом выиграет.
Фраза стала употребляться в последнее десятилетие XIX века. Согласно словарю Cambridge Advanced Learner’s существует не типовое утверждение, что термин имеет австралийские корни. Другие источники утверждают, что словосочетание стали употреблять во время мексикано-американской войны или после войны с мексиканскими бандитами в XIX веке.
В политике термин «мексиканское противостояние» иногда используется при описании Карибского кризиса 1962 года, где конфликт фактически состоял между двумя сверхдержавами — США и СССР.
В финансовых кругах фраза используется для описания ситуации, когда обе стороны не могут принять компенсацию за согласие на изменение текущего положения, и ничего не происходит, хотя каждая сторона могла бы извлечь выгоду из перемен.
Мексиканское противостояние часто используется в качестве кинематографического клише для обострения сюжета.